# Thái Ai hầu
Sái Ai hầu (chữ Hán: 蔡哀侯; trị vì: 694 TCN-684 TCN), tên thật là Cơ Hiến Vũ (姬獻舞), là vị vua thứ 13 của nước Sái – chư hầu nhà Chu trong lịch sử Trung Quốc.
Sái Ai hầu là con thứ của Sái Tuyên hầu - vua thứ 11 nước Sái và em của Sái Hoàn hầu - vua thứ 12 nước Sái. Năm 695 TCN, Hoàn hầu mất, Hiến Vũ lên nối ngôi, tức là Ai hầu.
Năm 684 TCN, Sái Ai hầu và Tức hầu đều sang nước Trần. Khi trở về, vợ vua nước Tức đi qua nước Sái. Sái Ai hầu thất lễ với phu nhân nước Tức khiến Tức hầu nổi giận. Tức hầu bèn nói với Sở Văn vương rằng hãy đánh nước Tức, nước Tức sẽ cầu cứu Sái, nhân đó quân Sở có thể đánh được nước Sái.
Sở Văn vương nghe theo, bèn mang quân đánh nước Tức. Tức hầu cầu cứu Sái Ai hầu. Sái Ai hầu mang quân cứu nước Tức, không chống nổi quân Sở, liền bị Sở Văn vương bắt sống.
Ông bị giam cầm ở nước Sở 9 năm. Vì căm thù vua nước Tức, ông bèn tán tụng sắc đẹp của vợ vua nước Tức với Sở Văn vương. Sở Văn vương ham sắc Tức phu nhân, bèn mang quân đánh diệt nước Tức, lấy phu nhân Tức Vĩ làm vợ.
Nhưng Sái Ai hầu vẫn không được về nước, cuối cùng mất ở nước Sở vào năm 675 TCN. Ông ở ngôi được 11 năm, bị cầm tù ở Sở 9 năm. Người nước Sái lập con ông là Cơ Hật lên nối ngôi, tức là Sái Mục hầu.